# 白鳥百合子
白鳥百合子（1983年4月29日—），日本的前演員、寫真集模特兒、雜誌模特兒。出身於日本宮城縣仙台市，常盤木学園高等学校畢業。
白鳥活躍於以男性為市場的水著模特兒，同時也活躍於以女性為市場的時裝模特兒和演員。

## 個人簡介
白鳥百合子高中畢業後，入讀仙台市的文藝系專門學校。在校長鼓勵下於學校主辦的時裝展覽中演出。此時，被模特兒事務所發掘，在PRESSART出版社的雜誌裡任時裝模特兒。
白鳥並沒有事務所設立的「官方網誌」，只開設「個人網誌」，基本上每天都會更新。從網誌中看到她不愛外出用餐、堅持吃如糙米的健康食物和不愛在夜間玩樂等認真的工作和家庭式的性格，網誌因而大受歡迎。
興趣與特長是烹飪、書法、插圖、動畫片聲音、編織、短跑、羽毛球、散步。

## 演出紀錄

### 電視劇
- ドラゴンフライ（室井佑月原作）（2006年10月29日、WOWOW） - 飾演レイナ
- 假面騎士電王（2007年1月28日 - 8月26日、朝日電視台） - 飾演羽奈

### 電影
- URAHARA（2008年） - 飾演松本翔子
- 龍が如く 劇場版（2007年）
- 荒くれKNIGHT（2007年）
- 劇場版 仮面ライダー電王 俺、誕生!（2007年） - 飾演羽奈

## 作品

### 寫真集
- ステレオ・ビュアー&写真コレクション『Pure! 白鳥百合子』（2007年3月12日）
- 『リリーホワイト』（2007年4月6日）拍攝地：宮城縣
- 『エターナルプリンセス』（2007年9月26日）拍攝地：上海

## 個人影片

### 寫真影片
- 『告白』～好きだよ 白鳥～（2006年10月27日）拍攝地：沖繩縣
- 『face』～キリッと白鳥 まったり百合子～（2007年1月26日）拍攝地：沖繩縣
- 『like a flower』（2007年5月25日）拍攝地：布吉
- 『Cygnet』（2007年7月25日）拍攝地：關島
- 『dazzle』（2007年9月19日）拍攝地：沖繩縣
- 『輝きながら』（2007年12月19日）

## 關連項目
- 假面騎士電王

## 外部連結
- 白鳥百合子個人網誌 （页面存档备份，存于）